# سلول الکترولیتی

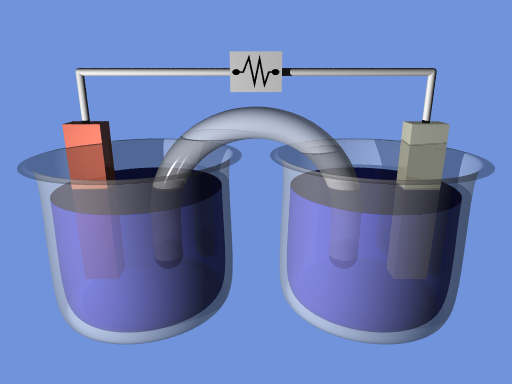
نمایی از طرح‌وساختار یک‌نوع سلول الکترولیتی

یک سلول شیمیایی الکترولیتیکی یک سلول الکتروشیمیایی است که با استفاده از انرژی الکتریکی، یک واکنش اکسایش-کاهش در جهت غیر خودبخودی را انجام می دهد. آنها اغلب برای تجزیه ترکیبات شیمیایی، در یک فرایند به نام الکترولیز - کلمه لیز یونان به معنی شکستن است استفاده میشود.
نمونه‌های مهم الکترولیز تجزیه آب به هیدروژن و اکسیژن و بوکسیت به آلومینیوم و سایر مواد شیمیایی است. الکترود (به عنوان مثال از مس، نقره، نیکل یا کروم) با استفاده از یک سلول الکترولیتی انجام می شود.
یک سلول الکترولیتی دارای سه جزء است: الکترولیت و دو الکترود (یک کاتد و یک آند). الکترولیت معمولاً یک محلول از آب یا سایر حلالها است که در آن یون‌ها حل می شوند. نمک‌های مذاب مانند کلرید سدیم نیز الکترولیت هستند. هنگامی که توسط یک ولتاژ خارجی که به الکترودها اعمال می شود، یون‌های الکترولیت به یک الکترود با شارژ متضاد جذب می شوند، جایی که انتقال واکنش‌های بارز (همچنین به نام فرادادی یا بازوکس) صورت می گیرد. تنها با یک پتانسیل الکتریکی خارجی (به عنوان مثال ولتاژ) قطب راست و قدر کافی می‌تواند یک سلول الکترولیتی یک ترکیب شیمیایی به طور نرمال یا پایدار در محلول تجزیه کند. انرژی الکتریکی ارائه شده می‌تواند یک واکنش شیمیایی ایجاد کند که به صورت خود به خود در غیر این صورت رخ نمی‌دهد.

## سلول های گالوانیک در مقایسه با سلول های الکترولیت
در یک سلول الکترولیکی، جریان از داخل سلول با کمک یک ولتاژ خارجی عبور کرده و یک واکنش (که در غیر این صورت غیر خود به خودی خواهد بود) را راه می اندازد. در سلول گالوانی پیشرفت سلول خود به خودی واکنش منجر به ایجاد جریان الکتریکی می شود. یک سلول الکتروشیمیایی که در حالت تعادل قرار داشته باشد، حالتی دارد که بین سلول الکترولیکی و گالوانی است. تمایل یک واکنش خود به خودی برای ایجاد جریان در مدار خارجی دقیقاً توسط یک ولتاژ خارجی تنظیم می شود که به آن نیروی ضد محرکه الکتریکی می گویند، چنان که هیچ جریانی ایجاد نخواهد شد. اگر این ولتاژ مخالف افزایش یابد، سلول تبدیل به سلول الکتریکی شده و اگر کاهش یابد تبدیل به سلول گالوانی خواهد شد.

## تعاریف آند و کاتد به شارژ و تخلیه بستگی دارد
مایکل فارادی سلول کاتدی را به عنوان الکترود تعریف کرد که کاتیون‌ها (یون‌های با بار مثبت مثل یون نقره Ag +
) جریان در داخل سلول، با واکنش با الکترون (که منفی شارژ شده) از آن الکترود کاهش می یابد.به همین ترتیب، آند آن را به عنوان الکتریسیته تشکیل می دهد که آنیون‌ها (یون‌های با بار منفی مانند یون کلرید Cl-
) جریان در داخل سلول، به وسیله رسوب الکترون بر روی الکترود، اکسیداسیون می شود.
به یک سیم خارجی متصل به الکترود یک سلول گالوانیکی (یا باتری)، تشکیل یک مدار الکتریکی، کاتد مثبت است و آند منفی است. بنابراین جریان الکتریسیته مثبت از کاتد به آنود از طریق مدار خارجی در مورد یک سلول گالوانیک جریان می یابد.
دو سلول ولتاژ ولتاژ نابرابر را در نظر بگیرید. علامت مثبت و منفی الکترودهای هر یک به ترتیب P و N. قرار دادن آنها در یک مدار با P در نزدیکی P و N در نزدیکی N، به طوری که سلول‌ها تمایل به جریان در جهت مخالف. سلول با ولتاژ بزرگتر تخلیه می شود، آن را یک سلول گالوانیزه، بنابراین P کاتد است و N آنزیم است که در بالا توضیح داده شده است. اما، سلول با ولتاژ پایین تر، آن را به یک سلول الکترولیتی تبدیل می کند. در سلول الکترولیتی، یونهای منفی نسبت به یونهای P و مثبت به سمت N هدایت می شوند. بنابراین، الکترود P از سلول الکترولیتی با تعریف آنود در حالی که سلول الکترولیتی شارژ می شود، مطابقت دارد. به طور مشابه، N الکترود سلول الکترولیتی کاتد است در حالی که سلول الکترولیتی شارژ می شود.

## کاربرد
همانطور که قبلاً ذکر شد، آب، به ویژه وقتی که یون‌ها اضافه می شوند (آب نمکی یا آب اسیدی)، می توانند الکترولیز شوند (به وسیله الکترولیز). هنگامی که توسط منبع خارجی ولتاژ هدایت می شود، H +
یونها به کاتد جریان می دهند تا با الکترون‌ها ترکیب شوند تا گاز هیدروژن را در یک واکنش کاهش دهند. به همین ترتیب، OH-
یونها برای آزاد کردن الکترونها و H + به آند منتقل می شوند
یون برای تولید گاز اکسیژن در واکنش اکسیداسیون.
در کلرید سدیم ریخته شده، هنگامی که جریان از طریق نمک عبور می کند، آند آن را اکسیداسیون یون کلرید (Cl-
) به گاز کلر، آزاد شدن الکترون به آند. به همین ترتیب کاتد یونهای سدیم (Na +) را کاهش می دهد
)، که الکترونها را از کاتد و رسوبات بر روی کاتد به عنوان فلز سدیم می پذیرند.
NaCl در آب حل می‌شود همچنین می‌تواند الکترولیز شود. این آند اکسیداسیون یون کلرید (Cl-
) و گاز کلری تولید می شود. با این حال، در کاتد، به جای یون‌های سدیم به فلز سدیم، مولکول‌های آب به یون‌های هیدروکسید (OH-
) و گاز هیدروژن (H2). نتیجه کلی الکترولیز تولید گاز کلر و محلول هیدروکسید سدیم (NaOH) است.
به صورت تجاری، سلول‌های الکترولیتی در الکترولیفینینگ و الکترونی کردن چندین فلز غیر آهنی استفاده می شود. تقریباً تمام آلومینیوم با کیفیت بالا، مس، روی و سرب در صنایع الکترولیتی تولید می شود.